# برایان شیمر
برایان شیمر (انگلیسی: Brian Shimer؛ زادهٔ april ۲۰, ۱۹۶۲ (۶۲ سال)) ورزشکار بابسلد اهل ایالات متحده آمریکا است.
وی در مسابقات کشوری و بین‌المللی در مجموع برندهٔ ۲ مدال طلا، ۱ مدال نقره، ۶ مدال برنز شده‌است.